# 格廷基斯湖

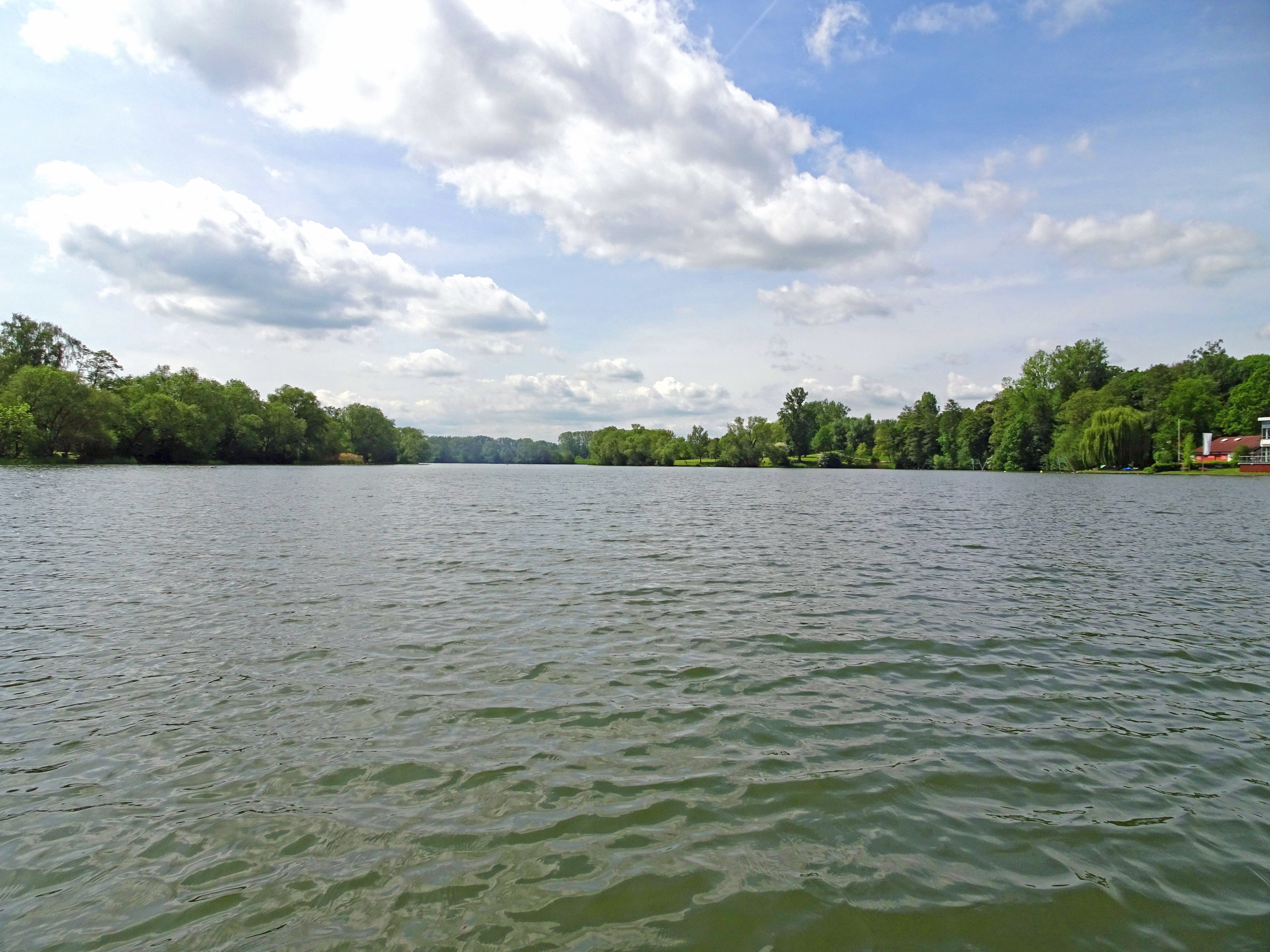

51°31′4″N 9°55′15″E / 51.51778°N 9.92083°E
格廷基斯湖（德語：Göttinger Kiessee），是德國的湖泊，位於該國西北部，由下薩克森州負責管轄，處於哥廷根以南，長0.7公里、寬0.3公里，面積0.16平方公里，湖岸線長度2.3公里。